# 정구영 (법조인)
정구영(鄭銶永, 1938년 11월 12일 ~ )은 제23대 검찰총장을 역임한 법조인이다. 부인 유혜성과 사이에 1남 1녀가 있다.

## 생애
1938년 경상남도 하동군에서 태어나 부산고등학교를 졸업하고 서울대학교 법학과 4학년에 재학 중이던 1961년 제13회 고등고시 사법과에 합격하여 1965년 서울지검 검사에 임용되었다. 부산지검과 광주고검에서 검사장으로 재임할 때를 제외하고는 서울지검 관내를 벗어난 사실이 없다. 1974년에 상류층 부인 보석 사건으로 이름을 널리 알렸다.
서울지검 검사장으로 재직하던 1987년 5월 박종철 고문 치사 사건의 범인 축소, 조작 사실이 밝혀진 뒤에 광주고검 검사장으로 자리를 옳겼다가 1988년 이종남 검찰총장 후임으로 김기춘과 함께 후보로 거론되기도 했으나 노태우 대통령 시대 청와대 비서실 민정수석 비서관 직으로 임명되어 재직하다 김기춘 검찰총장 후임으로 1990년 12월 6일에 제23대 검찰총장에 임명되었다. 임명장을 받는 자리에서 노태우 대통령으로부터 "도대체 검사들이 조직폭력배들과 술자리를 같이 하는 등 물의를 빚은 사건을 철저히 조사해 조속히 매듭짓도록 하라"고 하면서 "고위공직자들의 낭비 풍조 자제, 범죄수사때 피해자와 참고인의 인권 보호" 등을 지시받았다.
초임 검사 시절부터 "일단은 총장을 했으면 하는 꿈을 간직해왔다"고 밝힌 정구영은 2년 임기제가 도입된 이후 2번째 검찰총장 취임 기자회견에서 "우리 검찰도 이제 불혹의 나이를 넘어섰기 때문에 스스로의 얼굴에 책임을 질 때가 됐다"며 "전국적인 감찰 활동의 강화와 선,후배 간의 유대 강화로 검찰 공무원으로서의 덕목이 몸에 배도록 하겠다"고 했다.
정구영은 1991년 3월 22일에 "낙동강 상수원에 유해물질인 페놀 폐수를 고의로 내보낸 두산전자의 책임자들을 반국민적 사범으로 엄중히 처벌하라"고 대구지검에 지시했다.
1991년 오대양 사건 수사에 서울지검, 수원지검, 서울지검 남부지청에서 검사 5명과 조사요원 5명 등 총 10명을 선발해 수사팀에 보강하도록 지시했던 정구영은 당시 이때 상황을 "몇 명되지 않는 일행이 안개와 구름 자욱한 오대양 한가운데서 보이지 않는 육지를 항해하는 것 같았다"고 술회했다.

1992년 12월 5일에 2년 임기를 마치고 퇴임하는 2번째 검찰총장이 된 정구영은 12월 3일 퇴임 기자회견에서 "재임기간 동안 사회의 구조적 비리와 관련된 큰 사건들이 많았는데 국민들이 검찰 수사결과에 만족하지 못하고 있는 점을 안타깝게 생각한다"고 하면서 "2년이 넘도록 찾지 못하고 있는 개구리 소년 사건이 재임중 개인적으로 가장 안타까웠다"며 후배 검사들에게 "무조건 열심히 일하라"고 말했다. 검찰총장으로 퇴임하면서 퇴임 이후에는 "마약 퇴치와 관련된 문화재단에서 일하고 싶다"고 했다.
1984년 1월 결성된 퇴직 검사 및 검찰 사무직 공무원의 모임인 검찰 동우회 2001년도 정기총회에서 임기 2년의 제4대 회장으로
선임되었다.
2002년 3월 22일에 동명정보대학의 학생들에게 "법학관련 지식과 문학적 소양을 키우는데 보탬이 되라"며 자신이 소장하고 있는 법학 및 문학관련 도서 3천여권을 기증했다.
검찰총장 출신이 기업체 사외이사로 등재되는 것에 대해 정구영은 2005년에 "일부는 오랜 식견과 경험,수사 노하우,다양한 정보 등을 긍정적인 측면에서 활용하길 기대하는 것 같다"면서도 "그러나 많은 총장 출신 변호사들이 사회원로로서 조용한 기여에 보다 관심을 보이는 것 같다"고 말했다.
천정배 법무부 장관이 국가보안법 위반으로 입건된 송두율에 대해 불구속 수사를 지휘하자 정구영이 회장으로 있던 검찰 동우회는 2005년 10월 14일에 "신병처리라는 매우 구체적인 사안에 대해서는 검찰의 판단을 존중해주고 구속여부는 법원이 판단하게 하는 것이 바람직하다"고 했다.

18대 대선에서 정구영은 다른 법조인 244명과 함께 "박근혜 새누리당 후보를 지지한다"고 공개적으로 선언했다.
서울지검 검사장으로 재직할 때 박종철 고문 치사 사건과 관련하여 정구영은 2018년 8월 8일 대검 진상 조사단 조사관과의 면담에서 "검찰총장이나 법무부장관이 본래 나한테 부탁하듯이 말할 이유가 없으니까 차라리 대강 이게 청와대 뜻이라고 생각했다"며 "검찰총장은 자꾸 '일주일만 있다가 하자'고 했고, 일주일이 있으면 또 일주일 하고 그렇게 세월이 흘러갔다. 그러던 중 정의구현전국사제단에서 발표해주니 오히려 속이 시원했다"고 진술했으며 정구영이 검찰총장으로 재직할 때 "최근의 분신자살사건에 조직적인 배후세력이 개입하고 있는지의 여부를 철저히 조사할 것. 분신의 경위에 의혹이 있을 뿐 아니라 타살 가능성마저 있음"을 일선 검찰에 지시했던 것으로 드러난강기훈 유서 대필 사건에 대해 검찰 과거사위원회는 2018년 11월 21일에 "분신 정국에 대한 대응책을 마련하라"는 그 당시의 청와대 비서실의 지시에 따라서 정구영 검찰총장이 "수사 방향을 정했다"고 밝히면서 "수사팀이 구성됐을 땐 이미 용의자는 강기훈으로 정해졌고. 증거 은폐도 이뤄졌다."고 했다.

## 경력
- 1965년 서울지검 검사
- 대검 검찰연구관
- 법무부 송무과장
- 서울지검 특수3부 부장검사
- 1981년 4월 25일 법무부 송무 담당관
- 법무부 출입국관리국 국장
- 법무부 검찰1과 과장
- 법무부 검찰국 국장
- 1985년 3월 5일 ~ 1985년 10월 20일 제26대 부산지검 검사장
- 1985년 10월 21일 ~ 1987년 6월 7일 제27대 서울지검 검사장
- 1987년 6월 8일 ~ 1989년 3월 28일 제18대 광주고검 검사장
- 1989년 3월 29일 ~ 1990년 12월 5일 청와대 비서실 민정수석 비서관
- 1990년 12월 6일 ~ 1992년 12월 5일 제23대 검찰총장
- 1999년 ~ 2013년 3월 녹십자 사외이사[19]
- 두산중공업 사외이사
- 2001년 4월 26일 ~ 2003년 4월 25일 제4대 검찰 동우회 회장
- 2000년 후반 두산엔진 사외이사 재선임[20]
- 우리다문화장학재단 이사회 이사[21]
- 2018년 6월 5일 ~ 2022년 6월 4일 학교법인 한림대학교 이사